# Blumeodendron
Blumeodendron es un género perteneciente a la familia de las euforbiáceas con plantas nativas de Birmania, Andamán y Malasia.  Comprende 17 especies descritas y de estas, solo 5 aceptadas.

## Taxonomía
El género fue descrito por (Müll.Arg.)  Kurz y publicado en Journal of the Asiatic Society of Bengal. Part 2. Natural History 42(2): 245. 1873. La especie tipo es: Blumeodendron tokbrai (Blume) Kurz

## Especies aceptadas
A continuación se brinda un listado de las especies del género Blumeodendron aceptadas hasta marzo de 2014, ordenadas alfabéticamente. Para cada una se indica el nombre binomial seguido del autor, abreviado según las convenciones y usos.
- Blumeodendron bullatum Airy Shaw
- Blumeodendron calophyllum Airy Shaw
- Blumeodendron concolor Gage
- Blumeodendron kurzii (Hook.f.) J.J.Sm. ex Koord. & Valeton
- Blumeodendron tokbrai (Blume) Kurz